# Doris Blind
Doris Blind (11 de marzo de 1976) es una deportista francesa que compitió en lucha libre. Ganó tres medallas de plata en el Campeonato Mundial de Lucha entre los años 1994 y 1996.

## Palmarés internacional
| Campeonato Mundial | Campeonato Mundial | Campeonato Mundial | Campeonato Mundial |
| Año                | Lugar              | Medalla            | Categoría          |
| ------------------ | ------------------ | ------------------ | ------------------ |
| 1994               | Sofía (Bulgaria)   | Medalla de plata   | 65 kg              |
| 1995               | Moscú (Rusia)      | Medalla de plata   | 65 kg              |
| 1996               | Sofía (Bulgaria)   | Medalla de plata   | 65 kg              |